# Средњи ронац
Средњи ронац (лат. Mergus serrator) припадник је потпородице ронки. Име рода лат. Mergus долази од речи коју је употребио Плиније Старији да би означио непознату морску птицу. Специјски део имена врсте долази од лат. serrator, термина који се користи за тестераша, од речи serra и значи "тестера".
Средњи ронац је једна од многобројних врста које је описао Карл Лине у свом раду из 1758. године под називом 10. издање Systema Naturae, где га је описао латинским именом Mergus serrator.

## Опис
Одрасли средњи ронац је 51–62 центиметара дугачак са распоном крила од 70 до 86 центиметара. Има зашиљену ћубу и дугачак црвени кљун са рожнатим зубићима. Мужјак има тамнозелену главу, бели оковратник са риђим грудима и црним леђима. Одрасле женке имају риђу главу и сивкасто тело. Млада птица наликује женки.

### Оглашавање
Оглашавање женке је храпаво пррак пррак, док мужјак у сезони гнежђења има штуцаво-кијави начин оглашавања.

## Понашање

### Храна и исхрана
Средњи ронац рони и плива под водом. Храни се рибама, али сакупља и водене инсекте, ракове и жабе.

### Гнежђење
Гнезди се у слатководним екосистемима попут језера и река широм Северне Америке, Гренланда, Европе и Азије. Гнезди се на сакривеним местима у земљи близу воде. Миграторна је врста која одлази јужно од ареала гнежђења.

### Брзина
Најбржа патка икада забележена је био средњи ронац који је достигао брзину од 160 km на час, који је праћен авионом. Рекорд који је постојао пре тога је био 116 km на час.

## Заштита
Средњи ронац је обухваћен Споразумом о заштити афричко-азијских миграторних птица мочварица (AEWA).

## Галерија
- Млада птица, Флорида
- Јаје из музејске колекције